# Elattoneura morini
Elattoneura morini – gatunek ważki z rodziny pióronogowatych (Platycnemididae). Występuje w Afryce Środkowej – stwierdzony na terenie Gabonu, Konga i Demokratycznej Republiki Konga; nie jest zagrożony.